# Thomas Lehne Olsen
Thomas Lehne Olsen (Hamar, 29 giugno 1991) è un calciatore norvegese, attaccante del Lillestrøm.

## Carriera

### Club
Lehne Olsen è cresciuto nelle giovanili del Moelven. Nel 2009 è passato all'HamKam, in 1. divisjon: ha esordito con questa casacca il 14 aprile, subentrando a Markus Ringberg e trovando un gol nella vittoria per 7-0 arrivata sull'Alta. Al termine di quella stessa stagione, l'HamKam è retrocesso in 2. divisjon. Ha contribuito alla promozione arrivata al termine del campionato 2010 ed è rimasto in squadra fino al 2012.
Il 5 settembre 2012, lo Strømsgodset ha reso noto l'ingaggio di Lehne Olsen: il giocatore ha firmato un contratto triennale con il nuovo club, valido a partire dal 1º gennaio 2013. Ha debuttato in Eliteserien il 24 maggio dello stesso anno, sostituendo Gustav Wikheim nella vittoria per 2-1 sull'Aalesund.
Il 22 agosto 2022 ha fatto ritorno al Lillestrøm, per cui ha firmato un contratto valido fino al 31 dicembre 2026.

### Nazionale
Il 2 novembre 2021 viene convocato per la prima volta in nazionale maggiore.

## Statistiche

### Presenze e reti nei club
Statistiche aggiornate all'8 gennaio 2022.
| Stagione            | Club                | Campionato          | Campionato | Campionato | Coppe nazionali | Coppe nazionali | Coppe nazionali | Coppe continentali | Coppe continentali | Coppe continentali | Supercoppe | Supercoppe | Supercoppe | Totale | Totale |
| Stagione            | Club                | Comp                | Pres       | Reti       | Comp            | Pres            | Reti            | Comp               | Pres               | Reti               | Comp       | Pres       | Reti       | Pres   | Reti   |
| ------------------- | ------------------- | ------------------- | ---------- | ---------- | --------------- | --------------- | --------------- | ------------------ | ------------------ | ------------------ | ---------- | ---------- | ---------- | ------ | ------ |
| 2007                | Moelven             | 4D                  | ?          | ?          | CN              | ?               | ?               | -                  | -                  | -                  | -          | -          | -          | ?      | ?      |
| 2008                | Moelven             | 3D                  | ?          | ?          | CN              | ?               | ?               | -                  | -                  | -                  | -          | -          | -          | ?      | ?      |
| Totale Moelven      | Totale Moelven      | Totale Moelven      | ?          | ?          |                 | ?               | ?               |                    | -                  | -                  |            | -          | -          | ?      | ?      |
| 2009                | HamKam              | 1D                  | 25         | 5          | CN              | ?               | ?               | -                  | -                  | -                  | -          | -          | -          | 25+    | 5+     |
| 2010                | HamKam              | 2D                  | ?          | ?          | CN              | ?               | ?               | -                  | -                  | -                  | -          | -          | -          | ?      | ?      |
| 2011                | HamKam              | 1D                  | 22         | 8          | CN              | 2               | 1               | -                  | -                  | -                  | -          | -          | -          | 24     | 9      |
| 2012                | HamKam              | 1D                  | 30         | 11         | CN              | 3               | 2               | -                  | -                  | -                  | -          | -          | -          | 33     | 13     |
| Totale HamKam       | Totale HamKam       | Totale HamKam       | 77+        | 24+        |                 | 5+              | 3+              |                    | -                  | -                  |            | -          | -          | 82+    | 27+    |
| 2013                | Strømsgodset        | ES                  | 4          | 0          | CN              | 0               | 0               | UEL                | 1                  | 0                  | -          | -          | -          | 5      | 0      |
| gen.-ago. 2014      | Strømsgodset        | ES                  | 4          | 0          | CN              | 3               | 5               | UCL                | 0                  | 0                  | -          | -          | -          | 7      | 5      |
| ago.-dic. 2014      | Ullensaker/Kisa     | 1D                  | 12         | 5          | CN              | -               | -               | -                  | -                  | -                  | -          | -          | -          | 12     | 5      |
| 2015                | Strømsgodset        | ES                  | 7          | 1          | CN              | 2               | 1               | UEL                | 4                  | 0                  | -          | -          | -          | 13     | 2      |
| Totale Strømsgodset | Totale Strømsgodset | Totale Strømsgodset | 15         | 1          |                 | 5               | 6               |                    | 5                  | 0                  |            | -          | -          | 25     | 7      |
| 2016                | Tromsø              | ES                  | 30         | 8          | CN              | 5               | 5               | -                  | -                  | -                  | -          | -          | -          | 35     | 13     |
| 2017                | Tromsø              | ES                  | 28         | 11         | CN              | 3               | 1               | -                  | -                  | -                  | -          | -          | -          | 31     | 12     |
| Totale Tromsø       | Totale Tromsø       | Totale Tromsø       | 58         | 19         |                 | 8               | 6               |                    | -                  | -                  |            | -          | -          | 66     | 25     |
| 2018                | Lillestrøm          | ES                  | 29         | 12         | CN              | 5               | 4               | UEL                | 2                  | 1                  | SN         | 1          | 0          | 20     | 10     |
| 2019                | Lillestrøm          | ES                  | 26+2       | 8+0        | CN              | 2               | 2               | -                  | -                  | -                  | -          | -          | -          | 30     | 10     |
| 2020                | Lillestrøm          | 1D                  | 29         | 9          | -               | -               | -               | -                  | -                  | -                  | -          | -          | -          | 29     | 9      |
| 2021                | Lillestrøm          | ES                  | 29         | 26         | CN              | 1               | 2               | -                  | -                  | -                  | -          | -          | -          | 30     | 28     |
| gen.-giu. 2022      | Al-Ahli             | PL                  | 11         | 5          | CEAU+CdL        | 0+3             | 0+2             | ACL                | 6                  | 2                  | -          | -          | -          | 20     | 9      |
| ago.-dic. 2022      | Lillestrøm          | ES                  | 0          | 0          | CN              | 0               | 0               | UECL               | -                  | -                  | -          | -          | -          | 0      | 0      |
| Totale Lillestrøm   | Totale Lillestrøm   | Totale Lillestrøm   | 113+2      | 55+0       |                 | 8               | 8               |                    | -                  | -                  |            | -          | -          | 123    | 63     |
| Totale              | Totale              | Totale              | 286+2+     | 109+0+     |                 | 29+             | 25+             |                    | 11                 | 2                  |            | 1          | 0          | 329+   | 136+   |